# Vasculuminator
Een vasculuminator is een apparaat om het prikken van bloed makkelijker te maken. Het is een LED-lamp met infrarood licht dat door ledematen heen schijnt.
Met een speciale camera (om het licht op te vangen) worden op een beeldscherm de bloedvaten duidelijk zichtbaar. Als donkere kabels liggen ze tegen een witte achtergrond. Hierdoor ontstaat een hoog contrast tussen de bloedvaten en de huid. De vasculuminator wordt bijvoorbeeld gebruikt bij kinderen en oncologiepatiënten.